# Storbritanniens Grand Prix 2011
Storbritanniens Grand Prix 2011, officiellt 2011 Santander British Grand Prix, var en Formel 1-tävling som hölls den 10 juli 2011 på Silverstone Circuit i Silverstone, Storbritannien. Det var den nionde tävlingen av Formel 1-säsongen 2011 och kördes över 52 varv. Vinnare av loppet blev Fernando Alonso för Ferrari, tvåa blev Sebastian Vettel för Red Bull och trea blev Mark Webber, även han för Red Bull.

## Kvalet
| KR. | Nr | Förare             | Konstruktör          | Q1       | Q2       | Q3       | Grid |
| --- | -- | ------------------ | -------------------- | -------- | -------- | -------- | ---- |
| 1   | 2  | Mark Webber        | Red Bull-Renault     | 1.32,670 | 1.31,673 | 1.30,399 | 1    |
| 2   | 1  | Sebastian Vettel   | Red Bull-Renault     | 1.32,977 | 1.32,379 | 1.30,431 | 2    |
| 3   | 5  | Fernando Alonso    | Ferrari              | 1.32,986 | 1.31,727 | 1.30,516 | 3    |
| 4   | 6  | Felipe Massa       | Ferrari              | 1.32,760 | 1.31,640 | 1.31,124 | 4    |
| 5   | 4  | Jenson Button      | McLaren-Mercedes     | 1.34,230 | 1.32,273 | 1.31,898 | 5    |
| 6   | 15 | Paul di Resta      | Force India-Mercedes | 1.34,472 | 1.32,569 | 1.31,929 | 6    |
| 7   | 12 | Pastor Maldonado   | Williams-Cosworth    | 1.32,702 | 1.32,588 | 1.31,933 | 7    |
| 8   | 16 | Kamui Kobayashi    | Sauber-Ferrari       | 1.34,324 | 1.32,399 | 1.32,128 | 8    |
| 9   | 8  | Nico Rosberg       | Mercedes             | 1.34,186 | 1.32,295 | 1.32,209 | 9    |
| 10  | 3  | Lewis Hamilton     | McLaren-Mercedes     | 1.33,581 | 1.32,505 | 1.32,376 | 10   |
| 11  | 14 | Adrian Sutil       | Force India-Mercedes | 1.34,454 | 1.32,617 |          | 11   |
| 12  | 17 | Sergio Pérez       | Sauber-Ferrari       | 1.34,145 | 1.32,624 |          | 12   |
| 13  | 7  | Michael Schumacher | Mercedes             | 1.34,160 | 1.32,656 |          | 13   |
| 14  | 10 | Vitalij Petrov     | Renault              | 1.34,428 | 1.32,734 |          | 14   |
| 15  | 11 | Rubens Barrichello | Williams-Cosworth    | 1.33,532 | 1.33,119 |          | 15   |
| 16  | 9  | Nick Heidfeld      | Renault              | 1.35,132 | 1.33,805 |          | 16   |
| 17  | 20 | Heikki Kovalainen  | Lotus-Renault        | 1.34,923 | 1.34,821 |          | 17   |
| 18  | 19 | Jaime Alguersuari  | Toro Rosso-Ferrari   | 1.35,245 |          |          | 18   |
| 19  | 18 | Sébastien Buemi    | Toro Rosso-Ferrari   | 1.35,749 |          |          | 19   |
| 20  | 24 | Timo Glock         | Virgin-Cosworth      | 1.36,203 |          |          | 20   |
| 21  | 21 | Jarno Trulli       | Lotus-Renault        | 1.36,456 |          |          | 21   |
| 22  | 25 | Jérôme d'Ambrosio  | Virgin-Cosworth      | 1.37,154 |          |          | 22   |
| 23  | 23 | Vitantonio Liuzzi  | HRT-Cosworth         | 1.37,484 |          |          | 23   |
| 24  | 22 | Daniel Ricciardo   | HRT-Cosworth         | 1.38,059 |          |          | 24   |

| Vidare från första kvalrundan ▬▬ Vidare från andra kvalrundan ▬▬ |

## Loppet
| Pos. | Nr | Förare             | Konstruktör          | Varv | Tid         | Grid | P  |
| ---- | -- | ------------------ | -------------------- | ---- | ----------- | ---- | -- |
| 1    | 5  | Fernando Alonso    | Ferrari              | 52   | 1:28.41,194 | 3    | 25 |
| 2    | 1  | Sebastian Vettel   | Red Bull-Renault     | 52   | +16,511     | 2    | 18 |
| 3    | 2  | Mark Webber        | Red Bull-Renault     | 52   | +16,947     | 1    | 15 |
| 4    | 3  | Lewis Hamilton     | McLaren-Mercedes     | 52   | +28,986     | 10   | 12 |
| 5    | 6  | Felipe Massa       | Ferrari              | 52   | +29,010     | 4    | 10 |
| 6    | 8  | Nico Rosberg       | Mercedes             | 52   | +1.00,655   | 9    | 8  |
| 7    | 17 | Sergio Pérez       | Sauber-Ferrari       | 52   | +1.05,590   | 12   | 6  |
| 8    | 9  | Nick Heidfeld      | Renault              | 52   | +1.15,542   | 16   | 4  |
| 9    | 7  | Michael Schumacher | Mercedes             | 52   | +1.17,912   | 13   | 2  |
| 10   | 19 | Jaime Alguersuari  | Toro Rosso-Ferrari   | 52   | +1.19,108   | 18   | 1  |
| 11   | 14 | Adrian Sutil       | Force India-Mercedes | 52   | +1.19,712   | 11   |    |
| 12   | 10 | Vitalij Petrov     | Renault              | 52   | +1.20,681   | 14   |    |
| 13   | 11 | Rubens Barrichello | Williams-Cosworth    | 51   | +1 varv     | 15   |    |
| 14   | 12 | Pastor Maldonado   | Williams-Cosworth    | 51   | +1 varv     | 7    |    |
| 15   | 15 | Paul di Resta      | Force India-Mercedes | 51   | +1 varv     | 6    |    |
| 16   | 24 | Timo Glock         | Virgin-Cosworth      | 50   | +2 varv     | 20   |    |
| 17   | 25 | Jérôme d'Ambrosio  | Virgin-Cosworth      | 50   | +2 varv     | 22   |    |
| 18   | 23 | Vitantonio Liuzzi  | HRT-Cosworth         | 50   | +2 varv     | 23   |    |
| 19   | 22 | Daniel Ricciardo   | HRT-Cosworth         | 49   | +3 varv     | 24   |    |
| Ret  | 4  | Jenson Button      | McLaren-Mercedes     | 39   | Hjul        | 5    |    |
| Ret  | 18 | Sébastien Buemi    | Toro Rosso-Ferrari   | 25   | Kollision   | 19   |    |
| Ret  | 16 | Kamui Kobayashi    | Sauber-Ferrari       | 23   | Oljeläckage | 8    |    |
| Ret  | 21 | Jarno Trulli       | Lotus-Renault        | 10   | Oljeläckage | 21   |    |
| Ret  | 20 | Heikki Kovalainen  | Lotus-Renault        | 2    | Växellåda   | 17   |    |

| Förare och stall som tog poäng ▬▬ |

## Ställning efter loppet
|     | Pos. | Förare           | Poäng |
| --- | ---- | ---------------- | ----- |
| ▬   | 1    | Sebastian Vettel | 204   |
| ▲ 1 | 2    | Mark Webber      | 124   |
| ▲ 2 | 3    | Fernando Alonso  | 112   |
| ▬   | 4    | Lewis Hamilton   | 109   |
| ▼ 3 | 5    | Jenson Button    | 109   |

|     | Pos. | Konstruktör      | Poäng |
| --- | ---- | ---------------- | ----- |
| ▬   | 1    | Red Bull-Renault | 328   |
| ▬   | 2    | McLaren-Mercedes | 218   |
| ▬   | 3    | Ferrari          | 164   |
| ▲ 1 | 4    | Mercedes         | 68    |
| ▼ 1 | 5    | Renault          | 65    |

- Notering: Endast de fem bästa placeringarna i vardera mästerskap finns med på listorna.